# Анисимовка (Вологодская область)
Анисимовка — деревня в Череповецком районе Вологодской области.
Входит в состав Мяксинского сельского поселения (c 1 января 2006 по 30 мая 2013 года входила в Щетинское сельское поселение), с точки зрения административно-территориального деления — в Ильинский сельсовет.
Расстояние до районного центра Череповца по автодороге — 59 км, до центра муниципального образования Мяксы по прямой — 25 км. Ближайшие населённые пункты — Дор, Корниговка, Хмелевое.
По переписи 2002 года население — 5 человек.